# 吳服町停留場

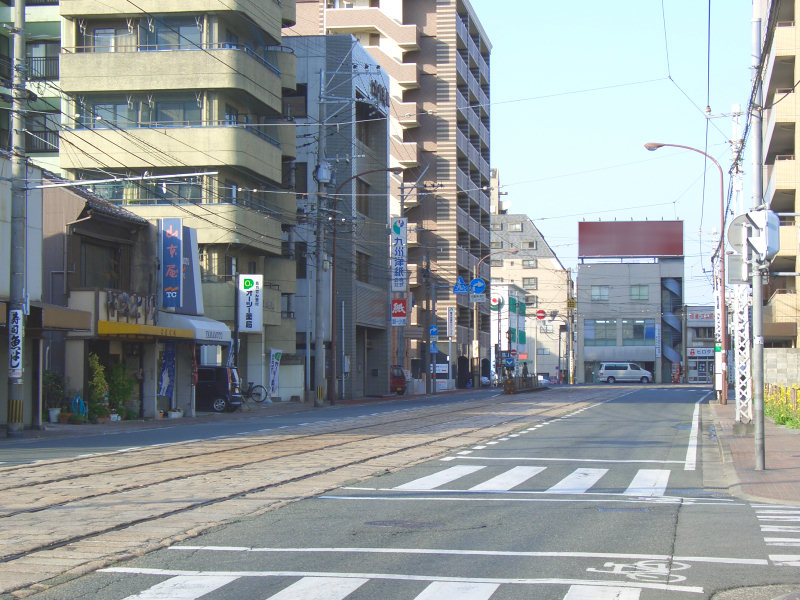
電車站望向辛島町方向（2007年3月9日）

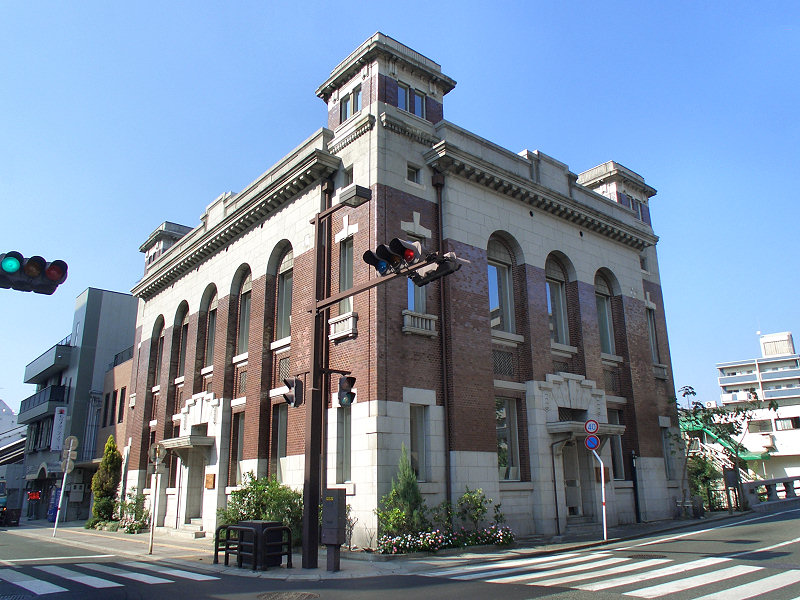
舊第一銀行熊本分店

吳服町停留場（日语：／ Gofukumachi teiryūjō */?），又稱吳服町電車站，是位於熊本縣熊本市中央區魚屋町2番13號，熊本市交通局（熊本市電）幹線的電車站。車站編號為5。A系統停靠此站。

## 歷史
- 1924年（大正13年）8月1日 - 車站啟用

### 站名的由來
「吳服町」取自附近地名。該地名取自江戶時代該處有許多吳服商。

## 電車站構造
此電車站設有2面2線的相對式低地台月台（千鳥式月台）。月台與路邊行人路之間設有行人過路處。

### 運行系統
此電車站是幹線電車站之一。■A系統會駛入此站。
| 月台                       | 路線   | 上下行 | 方向                                   | 備註                                           |
| -------------------------- | ------ | ------ | -------------------------------------- | ---------------------------------------------- |
| 靠近西消防署（河原町）一方 | ■A系統 | 上行   | 熊本站、田崎橋方向                     |                                                |
| 靠近五福小學（祇園橋）一方 | ■A系統 | 下行   | 辛島町、通町筋、水前寺公園、健軍町方向 | 上熊本方向於辛島町電車站轉乘■B系統（上熊本線） |

## 使用狀況
| 1日上下車人次變化 | 1日上下車人次變化 |
| 年度              | 1日平均人次       |
| ----------------- | ----------------- |
| 2011年            | 719               |
| 2012年            | 636               |
| 2013年            | 663               |
| 2014年            | 766               |
| 2015年            | 772               |

## 電車站周邊
電車站位於舊區古町地區中心。附近設有許多寺社。曾經附近也有三井住友銀行熊本分店，當時為繁榮市區。現時變為住宅、批發街。近期電車站開發了許多大型公寓。
- 熊本市西消防署
- 熊本米屋町郵局
- 熊本市立五福小學（日语：熊本市立五福小学校）
- 中央區公所五福城市規劃交流中心
- 三井住友銀行熊本分店
- 出田眼科醫院
- 舊第一銀行熊本分店 （登錄文化財、熊本Artpolis選定建造物）
- 坪井川（日语：坪井川_(熊本県)）

## 巴士路線
- 「吳服町」巴士站

●產交巴士
- 各路線前往櫻町巴士總站（日语：熊本桜町バスターミナル）
- 子7、京3～8：熊本站、田崎橋
- 野7、9、10：櫻町巴士總站、水道町
- 東4：健軍、沼山津（經櫻町巴士總站、水道町、水前寺公園、健軍電車站、東區公所）
- 東5、6：木山（日语：九州産交バス木山営業所）（經櫻町巴士總站、水道町、水前寺公園、健軍電車站）
- 縣14：縣廳（日语：熊本県庁）、沼山津（經櫻町巴士總站、水道町、水前寺公園、縣廳、自衛隊（日语：健軍駐屯地）、健軍四角）
- 縣15：佐土原、木山（經櫻町巴士總站、水道町、水前寺公園、縣廳、自衛隊）
- 縣16：阿蘇熊本機場（經櫻町巴士總站、水道町、水前寺公園、縣廳、自衛隊、佐土原）
- 縣18：木山（經櫻町巴士總站、水道町、水前寺公園、縣廳、自衛隊、健軍四角）
- 鹿5：八反田、小山團地（經櫻町巴士總站、大江四丁目、保田窪新道、託麻城市規劃中心前）
- 鹿6：託麻南、貨車總站（經櫻町巴士總站、大江四丁目、保田窪新道、鐵工團地、日赤醫院（日语：熊本赤十字病院）北口）
- 鹿8：Park Dome（日语：熊本県民総合運動公園屋内運動広場）（經櫻町巴士總站、大江四丁目、保田窪新道、日赤醫院、長嶺團地）
- 子1：楠團地（日语：楠団地）（經櫻町巴士總站、子飼橋、熊本大學、龍田口站、二里木）
- 子14：八反田、小山團地（經櫻町巴士總站、子飼橋、託麻原本通、託麻城市規劃中心前）
- 子14：八反田、戶島（經櫻町巴士總站、子飼橋、託麻原本通、託麻城市規劃中心前）
- 京3：田原坂新城、木留（經櫻町巴士總站、京町本丁、植木宮之前）
- 京4：北區公所、小野泉水公園（經櫻町巴士總站、京町本丁、植木）
- 京5：山鹿溫泉（日语：山鹿バスの駅）（經櫻町巴士總站、京町本丁、植木、日置）
- 京6：山鹿溫泉（經櫻町巴士總站、京町本丁、植木、來民中町）
- 京7：山鹿溫泉（經櫻町巴士總站、京町本丁、植木、來民繞道）
- 京8：山鹿溫泉（經櫻町巴士總站、京町本丁、植木、新道）
- 西4：小島（經櫻町巴士總站、熊本站、田崎市場前、上高橋）
- 西5、西6：中島、五丁（經櫻町巴士總站、熊本站、田崎市場前、上高橋、小島）
- 西7：熊本港（日语：熊本港）（經櫻町巴士總站、熊本站、蓮台寺）
- 西9：畠口（經西高（日语：熊本県立熊本西高等学校）入口、沖新，或經西校前、沖新）
- 西10：小島（經櫻町巴士總站、春日校（日语：熊本市立春日小学校）、上高橋）
- 西11：玉名站（經熊本站、田崎市場前、小島、河內、草枕溫泉，或經熊本站、田崎市場前、小島、河內、伊倉繞道，或經熊本站、田崎市場前、西區公所、小島、河內、伊倉，或經熊本站、田崎市場前、西高校前、小島、河內）
- 西11：小天溫泉（日语：小天温泉）（經熊本站、田崎市場前、小島、河內）
- 西12：小島（經櫻町巴士總站、春日校、西區公所）
- 西13、14、15、16、17：西部車廠（日语：九州産交バス熊本営業所）（經熊本站、田崎市場前）
- 西18：西部車廠（經熊本站、蓮台寺）
- 野1：Aqua Dome（日语：アクアドームくまもと）（經春日校、八島町）
- 野3、野4：川口二丁（經熊本站、野口町、並建、天明綜合出張所）
- 野4：並建（經熊本站、野口町）
- 野5：宇土本町一丁目、宇土高校入口（日语：熊本県立宇土高等学校）（經熊本站、並建、走潟）
- 野6：小島上町（經櫻町巴士總站、熊本站、野口町、並建、中島）
- 野7：畠口（經櫻町巴士總站、熊本站、野口町、並建、Aqua Dome）
- 野9：JA飽田分所、小島（經櫻町巴士總站、熊本站、白藤、會富）
- 野9：瑞薩電子入口（經櫻町巴士總站、熊本站、白藤）
- 野10：海路口、川口二丁（桜櫻町巴士總站、熊本站、白藤、川尻町）

●電鐵巴士
- 北1、3、4、5、9 前往熊本站、蓮台寺入口、熊本站
- 北1：菊池廣場（日语：菊池駅）、菊池溫泉（日语：菊池温泉）（經櫻町巴士總站、國道、堀川、御代志，部分班次經菊池市政廳）
- 北3：菊池廣場、菊池溫泉（經櫻町巴士總站、國道、KM生物、御代志、富之原）
- 北5：泉丘、下群、杉並台、武藏丘車廠（經櫻町巴士總站、三軒町、堀川、新地團地）
- 北9：泉丘、下群、杉並台、武藏丘車廠（經櫻町巴士總站、三軒町、清水丘、楠團地）
- 子1：楠團地（經櫻町巴士總站、子飼橋、熊本大學、二里木）

●熊本巴士
- 東2、11、西1、南9、14：前往熊本站
- 東2：江津團地、AEON Mall熊本（日语：イオンモール熊本）（經櫻町巴士總站、水道町、水前寺公園）
- 東11：甲佐（日语：熊本バス甲佐営業所）（經櫻町巴士總站、水道町、水前寺公園、縣廳、健軍、御船） - 班次較少（只於星期六日行走）
- 東11：玉蟲（經櫻町巴士總站、水道町、水前寺公園、縣許廳、健軍、平成音大、御船） - 班次較少（只於星期六日行走）
- 南9：AEON Mall熊本（經櫻町巴士總站、水道町、九品寺、中央醫院（日语：熊本中央病院）、中之瀨車廠（日语：熊本バス熊本中央営業所））
- 南14：AEON Mall熊本（經櫻町巴士總站、南熊本、田迎、中之瀨車廠） - 班次較少（只於星期六日行走）

○熊本都市巴士
- 各路線 前往櫻町巴士總站
- 沒有路線編號：前往熊本站、本山營業所（日语：熊本都市バス本山営業所）
- 西1：蓮台寺（經熊本站）
- 西2：Aqua Dome（經熊本站、蓮台寺、島團地）
- 西3：濟生會醫院（日语：済生会熊本病院）、中央醫院（日语：熊本中央病院）（經熊本站、蓮台寺、流通團地（日语：流通団地 (熊本市)））
- 味4：小峯營業所（日语：熊本都市バス小峯営業所）、小峯、三山莊方向（經水前寺站、京塚） - 班次較少

## 其他

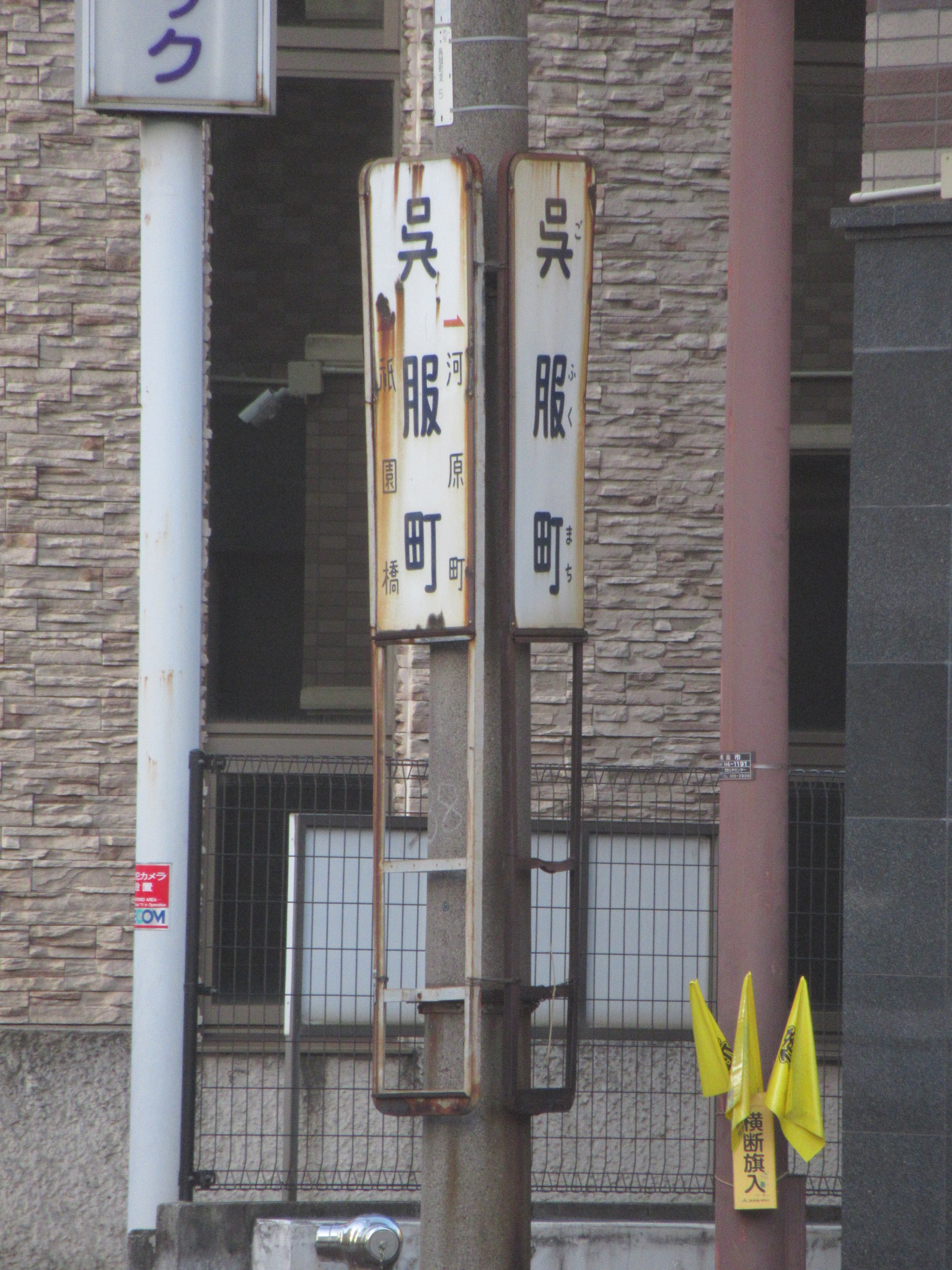
站名牌（2019年10月）

此電車站是熊本市電唯一現存使用搪瓷製的站名牌，該牌設於健軍町方向月台旁。

## 相鄰電車站
熊本市交通局
■A系統（幹線）
祇園橋（4）－吳服町（5）－河原町（6）

## 注腳
1. ↑  国土数値情報(駅別乗降客数データ)  （页面存档备份，存于）（日語） - 國土交通省，2018年3月27日參閲
2. ↑  產交巴士熊本市周邊路線案內圖PDF（日語）
3. ↑  熊本電鐵 巴士路線圖PDF（日語）
4. ↑  路線図ビューア （页面存档备份，存于）（日語）
5. ↑  熊本都市バス路線図　バス停時刻検索 （页面存档备份，存于）（日語）

## 外部連結
- 熊本市交通局 （页面存档备份，存于）（日語）